# Sergio Orduña
Sergio Orduña Carrillo (ur. 4 kwietnia 1954 w Xochitepec) – meksykański piłkarz występujący na pozycji środkowego pomocnika, obecnie trener.

## Kariera klubowa
Orduña rozpoczynał swoją piłkarską karierę w wieku dziewiętnastu lat jako zawodnik klubu CD Zacatepec. Szybko wywalczył sobie miejsce w wyjściowej jedenastce i mimo młodego wieku stał się jednym z kluczowych piłkarzy drużyny. Nie osiągał z nią jednak żadnych sukcesów, a w sezonie 1976/1977, po przegranych barażach o utrzymanie, spadł z Zacatepec do drugiej ligi. Sam pozostał jednak w najwyższej klasie rozgrywkowej, podpisując umowę z ekipą Tigres UANL z miasta Monterrey. Tutaj też od razu został podstawowym graczem i już w premierowym sezonie w zespole prowadzonym przez Carlosa Miloca, 1977/1978, zdobył z nim pierwszy w historii tytuł mistrza Meksyku. Dwa lata później, podczas rozgrywek 1979/1980, osiągnął tytuł wicemistrzowski, natomiast w sezonie 1981/1982 wywalczył kolejne mistrzostwo kraju. W lipcu 1984 przeniósł się do zespołu Puebla FC, gdzie spędził rok, po czym podpisał umowę z jego lokalnym rywalem, Ángeles de Puebla, w którym również występował przez dwanaście miesięcy, nie zdobywając żadnego trofeum.
Latem 1986 Orduña powrócił do Tigres UANL i podczas drugiego pobytu w tym zespole także był podstawowym zawodnikiem, tym razem spędzając w nim trzy lata, jednak nie potrafił nawiązać do osiągnięć zdobywanych z drużyną kilka lat wcześniej. Ogółem w barwach Tigres spędził dziesięć lat, zdobywając dziewiętnaście bramek w 328 ligowych spotkaniach i jest uznawany za jedną z klubowych legend. W połowie 1989 roku przeszedł do ekipy Correcaminos UAT z siedzibą w mieście Ciudad Victoria, w którym grał bez większych sukcesów przez dwa sezony. Profesjonalną karierę piłkarską zdecydował się zakończyć w wieku 37 lat.

## Kariera reprezentacyjna
W seniorskiej reprezentacji Meksyku Orduña zadebiutował za kadencji selekcjonera Raúla Cárdenasa, 22 stycznia 1980 w wygranym 1:0 meczu towarzyskim z Czechosłowacją. Pierwszego i jedynego gola w kadrze narodowej strzelił 10 lutego 1981 w wygranym 4:0 sparingu z Koreą Południową. Swój bilans reprezentacyjny zamknął ostatecznie na trzech rozegranych spotkaniach.

## Kariera trenerska
Po zakończeniu kariery Orduña rozpoczął pracę jako szkoleniowiec, początkowo obejmując klub Tigrillos UANL, rezerwy swojego macierzystego Tigres UANL, z którą w sezonie Verano 1998 triumfował w rozgrywkach drugiej ligi. Później trenował inną drugoligową drużynę, Correcaminos UAT, której barwy reprezentował już jako piłkarz. Nie odniósł z nią jednak żadnego sukcesu i po upływie kilku miesięcy podpisał umowę z innym drugoligowcem, Cobras de Ciudad Juárez, pełniącym filię pierwszoligowego CF Monterrey. W jesiennym sezonie Apertura 2003 dotarł z nim do dwumeczu finałowego rozgrywek, przegrywając w nim ostatecznie z Dorados. W kwietniu 2004, po odejściu z Monterrey urugwajskiego trenera Hugo de Leóna wskutek słabych wyników, został tymczasowym trenerem klubu, lecz nie zdołał odmienić gry drużyny i po czterech meczach, w których odniósł trzy remisy i porażkę, ustąpił ze stanowiska na rzecz Miguela Herrery. W połowie 2005 roku opuścił Cobras na rzecz Correcaminos UAT, a później prowadził też drugoligowe rezerwy klubu Monarcas Morelia i był asystentem Enrique Lópeza Zarzy w Club Necaxa.
Wiosną 2007 Orduña po raz trzeci podpisał umowę z Correcaminos UAT, jednak jeszcze w tym samym roku został szkoleniowcem założonego zaledwie dwa lata wcześniej klubu Indios de Ciudad Juárez, także występującego w rozgrywkach drugoligowych. W jesiennej fazie Apertura 2007 wygrał z nim rozgrywki Primera División A, po pokonaniu w dwumeczu finałowym Dorados, natomiast na koniec sezonu 2007/2008 wywalczył z Indios historyczny awans do najwyższej klasy rozgrywkowej, kiedy to jego zespół zwyciężył w decydującym dwumeczu z triumfatorem rozgrywek Clausura 2008, Leónem. Swój pierwszy w historii sezon w pierwszej lidze drużyna Indios rozpoczęła jednak od czterech porażek z rzędu, przez co w sierpniu 2008 Orduña stracił pracę. Po kilku miesiącach objął posadę szkoleniowca drugoligowego Tiburones Rojos de Veracruz, a później bez większych sukcesów prowadził inne kluby z zaplecza najwyższej klasy rozgrywkowej, najpierw Lobos BUAP z Puebli, a następnie Club León.
W lutym 2012 Orduña ponownie został trenerem Lobos BUAP i w wiosennych rozgrywkach Clausura 2012 już po raz trzeci w karierze doszedł z nim do dwumeczu finałowego drugiej ligi, jednak przegrał w nim z Leónem. Ze stanowiska został zwolniony w listopadzie tego samego roku po serii słabych występów drużyny, zaś w lutym 2014 zastąpił Mario Garcíę na posadzie trenera drugoligowej ekipy Altamira FC.